# Madecassorythus linae
Madecassorythus linae is een haft uit de familie Tricorythidae. De wetenschappelijke naam van de soort is voor het eerst geldig gepubliceerd in 1997 door Elouard & Oliarinony.
De soort komt voor in het Afrotropisch gebied.